# Ravne (Kotor Varoš)
Pour les articles homonymes, voir Ravne.
Ravne (en serbe cyrillique : Равне) est un village de Bosnie-Herzégovine. Il est situé dans la municipalité de Kotor Varoš et dans la république serbe de Bosnie. Selon les premiers résultats du recensement bosnien de 2013, il compte 339 habitants.

## Démographie

### Évolution historique de la population dans la localité
| 1948 | 1953 | 1961 | 1971 | 1981 | 1991 | 2013 |
| ---- | ---- | ---- | ---- | ---- | ---- | ---- |
| -    | -    | 358  | 369  | 414  | 443  | 339  |

|  |

### Répartition de la population par nationalités (1991)
| Ravne; Liste Année 2013: Total 339 résidents |               |               |               |
| Liste Année                                  | 1991.         | 1981.         | 1971.         |
| Bosniens                                     | 414 (93,45 %) | 382 (92,27 %) | 357 (96,75 %) |
| Croates                                      | 28 (6,321 %)  | 27 (6,522 %)  | 10 (2,710 %)  |
| Serbes                                       | –             | 1 (0,242 %)   | 1 (0,271 %)   |
| Yougoslaves                                  | –             | 3 (0,725 %)   | –             |
| Inconnus/autres                              | 1 (0,226 %)   | 1 (0,242 %)   | 1 (0,271 %)   |
| Total                                        | 443           | 414           | 369           |

,